# Doogie Howser, M.D.

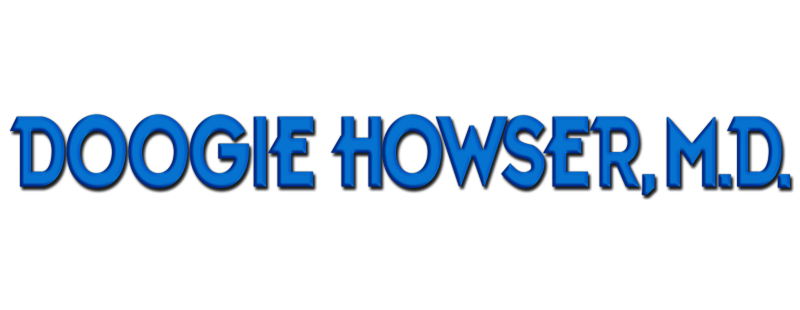
originele logo van de serie

Doogie Howser, M.D. is een Amerikaanse televisieserie die tussen 1989 en 1993 werd uitgezonden door ABC.
De serie werd bedacht door Steven Bochco en David E. Kelley en gaat over Dr. Douglas "Doogie" Howser (Neil Patrick Harris), een tiener die chirurg is in een ziekenhuis in Los Angeles, maar tegelijkertijd ook zijn puberteit moet verwerken. De soundtrack voor de serie is geschreven door Mike Post.
Doogie deed negen weken over zijn middelbare school, studeerde op zijn tiende af aan Princeton en voltooide zijn studie geneeskunde vier jaar later. Als veertienjarige wordt hij zo de jongste arts van Amerika. De serie begint in medias res als Doogie inmiddels zestien is.

## Rolverdeling
- Neil Patrick Harris - Dr. Douglas "Doogie" Howser 1989-1993
- Max Casella - Vincent "Vinnie" Delpino 1989-1993
- James Sikking - Dr. David Howser 1989-1993
- Belinda Montgomery - Katherine Howser 1989-1993
- Lisa Dean Ryan - Wanda Plenn 1989-1992
- Lucy Boryer - Janine Stewart 1989-1992
- Lawrence Pressman - Dr. Benjamin Canfield 1989-1993
- Mitchell Anderson - Dr. Jack McGuire 1989-1991
- Kathryn Layng - Mary Margaret "Curly" Spaulding 1989-1993
- Markus Redmond - Raymond Alexander 1990-1993